# Хольцхаузен-ан-дер-Хайде
Хольцхаузен-ан-дер-Хайде (нем. Holzhausen an der Haide) — община в Германии, в земле Рейнланд-Пфальц. 
Входит в состав района Рейн-Лан. Подчиняется управлению Настеттен.  Население составляет 1199 человек (на 31 декабря 2010 года). Занимает площадь 8,47 км².